# قاعدة بيانات لوفين للكتب القديمة
قاعدة بيانات لوفين للكتب القديمة (بالإنجليزية: Leuven Database of Ancient Books) تأسست في عام 1998 في جامعة لوفان الكاثوليكية، وتعد هذه البيانات مصدرًا لجميع المخطوطات الأدبية المكتوبة القديمة التي يعود تاريخها من 500 قبل الميلاد إلى 800 بعد الميلاد، وهي تتضمن حاليًا أكثر من 16,000 نص أدبي يوناني ولاتيني وقبطي وسرياني وديموطيقي. ويقال أنها "تسعى لجمع المعلومات الأساسية عن جميع النصوص الأدبية القديمة". كما تضم مؤلفين من هوميروس إلى غريغوريوس العظيم وأكثر من 3،600 نص لمؤلفين مجهولين.